# Stenvad Sogn
Stenvad Sogn er et sogn i Norddjurs Provsti (Århus Stift). Sognet blev oprettet 3. december 2000 ved udskillelse af dele af Glesborg Sogn og Ørum Sogn.
De to modersogne hørte til Djurs Nørre Herred i Randers Amt. Og de to sognekommuner Fjellerup-Glesborg og Ørum var ved kommunalreformen i 1970 blevet indlemmet i Nørre Djurs Kommune, som ved strukturreformen i 2007 indgik i Norddjurs Kommune.
I Stenvad Sogn ligger Stenvad Kirke, som er opført i 1959.
I sognet findes følgende autoriserede stednavne:
- Horsmose (areal)
- Hytten (bebyggelse)
- Ramten Hede (bebyggelse, ejerlav)
- Ramten Skov (areal)
- Sortsø (vandareal)
- Stenvad (bebyggelse, ejerlav)
- Ulstrup (bebyggelse, ejerlav)
- Ulstrup Hede (bebyggelse)